# Pavol Šafranko
Pavol Šafranko (født 16. november 1994 i Stropkov) er en slovakisk fodboldspiller, der spiller for Dundee United F.C., hvortil han er udlejet fra AaB.

## Klubkarriere
AaB meddelte den 21. august 2017, at de havde købt Šafranko fri af slovakiske FC DAC 1904 Dunajská Streda. Šafranko skrev under på fireårig aftale gældende frem til 30. juni 2021 og blev tildelt nummer 14 for AaB.
Han blev den 10. august 2018 udlejet til Dundee United F.C. for resten af 2018-19-sæsonen.

## Landsholdskarriere
Šafranko blev første gang udtaget til A-landsholdet i forbindelse med to venskabskampe afholdt i Abu Dhabi i januar 2017 imod Ugandas fodboldlandshold og Sveriges fodboldlandshold. Han fik sin debut imod Uganda, da han blev skiftet ind i det 65. minut i stedet for Filip Oršula. Slovakiet tabte kampen 1-3. Šafranko spillede også 60 minutter mod Sverige i et 0-6-nederlag, inden han blev erstattet af Tomáš Malec.
Šafranko blev af træner Pavel Habal udvalgt som en af 23 spillere til at repræsentere Slovakets U/21-landshold ved U/21 Europamesterskabet i fodbold i juni 2017. I første kamp mod Polens U/21-fodboldlandshold blev han skiftet ind efter 73 minutter i stedet for Adam Zrelak i en 1-2-sejr, i anden kamp mod England blev han skiftet ind efter 65 minutter i et 1-2-nederlag som erstatning for Zrelak, mens han i den sidste gruppespilskamp mod Sverige atter blev skiftet ind i stedet for Zrelak i det 69. minut. Holdet blev nummer to i gruppen og den 2. bedste to'er på tværs af grupperne, hvilket ikke var nok til at fortsætte til knock out-fasen